# Астроджекс

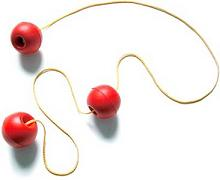
Astrojax Plus

Астроджекс (англ. Astrojax) — игрушка, состоящая из трёх шариков на верёвке. Два шарика неподвижно закреплены на концах верёвки, а центральный шарик свободно перемещается по верёвке между ними. Внутри каждого шарика находится специальный утяжелитель. Он используется для увеличения инерции центрального шарика, благодаря чему он может быстро перемещаться в зависимости от воздействия на верёвку. Благодаря утяжелителю верёвка не застревает и не обматывается вокруг центрального шарика. 
Игра в Астроджекс — это нечто среднее между жонглированием, йо-йо, лассо и пои. Существует множество трюков, которые можно исполнить. Самые простые из них — это вывод двух шариков на вертикальную или горизонтальную орбиты, а также пространственная «восьмёрка», которую профессиональные игроки называют «бабочкой».
Астроджекс использовали для обучения физике в начальных и старших классах школ, а также на уровне высших учебных заведений. НАСА использовали игрушку в своей программе «Игрушки в космосе». Его изучали в ходе различных исследований нелинейной динамики, хаоса и гравитационных проблем с применением сложного компьютерного моделирования и передовой математики. Например, астроджекс можно использовать для демонстрации сохранения углового момента движения, как уменьшение момента инерции объекта увеличит угловую скорость объекта и то, как земная гравитация удерживает луну на её орбите.
Принцип работы Astrojax был изобретён физиком Ларри Шоу (Larry Shaw) в 1987 году, ещё до завершения учёбы, во время игры с гайками и зубной нитью. На рынке первая версия игрушки из полиуретановой пены появилась в 1994 году, тогда продажи осуществлялись через The Nature Company, игрушки носила название «Orbit Balls». В течение нескольких следующих лет продажей астроджексов занималась New Toy Classics. С 2000 по 2015 Astrojax был лицензирован шведской компанией Active People, специализирующейся на йо-йо, различных аксессуарах для жонглирования, воздушных змеях и других игрушках (Bilibo). В 2003 астроджекс начал продаваться через крупные сети (Target, Walmart, KB Toys, и Toys-R-Us).
Производилось несколько основных типов Астроджекса: 
- Astrojax Plus сделан из вспененного полиуретана с утяжелителем внутри. Благодаря мягкому материалу, эта версия лучше всего подходит для начинающих, а также для трюков с отбиванием Astrojax. Эта версия ничем не отличалась от астроджексов, продаваемых New Toy Classics в 90-е годы.
- Astrojax V-Max выполнен из прочного поликарбоната. Благодаря уменьшенному трению (верёвка не прикасается к мягкому материалу, как в модели Plus), Astrojax V-Max прекрасно подходит для более быстрой игры. Кроме того, модель V-Max производится в десятках цветовых исполнений, существуют также коллекционные издания.
- Astrojax Saturn также сделан из пластика, однако в каждом шарике находятся батарейки и несколько диодов. Диоды могут быть включены в режиме стробоскопа или постоянного свечения. В модели Saturn шарики светятся красным, жёлтым и зелёным светом. В модели Blue Diamond были использованы яркие светодиоды синего цвета.
- Astrojax Aqua — новые модели Astrojax, показаные компанией Active People в 2007 году на игровой выставке в Нюрнберге; отличаются тем, что внутренности шариков наполнены жидкостью, благодаря которой движение Astrojax становится более плавным и предсказуемым.
- Astrojax MX — модульная версия астроджексов. Все компоненты, кроме центрального утяжелителя, можно приобрести отдельно и собрать собственную версию игрушки в нужной цветовой гамме.

В 2014 г. Ларри Шоу в ходе судебных процессов смог отозвать лицензию на производство и продажу Astrojax у компании Active People. Из-за продолжающихся продаж игрушки Ларри обратился в международный суд и выиграл дело.
В конце 2017 г. была запущена в продажу новая версия игрушки: Astrojax Weave. В игрушке используются вязаные шарики ручной работы с гранулами внутри. Размер шариков был увеличен до 4.5 сантиметров, вес шариков и длина веревки отличаются от модели к модели по нарастающей: Maya для начального уровня, Spectra для среднего уровня и Pro-версия с самыми тяжёлыми шариками и длинной веревкой.
Astrojax, Weave, Aqua, Maya, Spectra, Vortex, String bud, Free-Dimensional Orbiter, Saturn, Blue Diamond являются торговыми марками компании из Сан-Франциско New Toy Classics.
Игрушке присудили различные награды, в неё играли в открытом космосе, в Книге рекордов Гиннеса также есть три рекорда, установленные с использованием астроджексов.

## Примеры трюков
1. Горизонтальная орбита: один из шариков находится в руке игрока, два других двигаются по орбитам внизу. Трюк можно осуществить если взять два шарика по краям в руки, раскрутить средний шарик, после чего отпустить нижний шарик.
2. Вертикальная орбита: трюк похож на горизонтальную орбиту, но два нижних шарика вращаются перпендикулярно земной поверхности.
3. Бабочка: шарики движутся по спирали, если вертикальную орбиту раскачать опорной рукой влево-вправо.
4. Switch (переключатель): в ходе вертикальной орбиты верхний шарик отпускается и ловится нижний. Трюк напоминает жонглирование.
5. Venus (Венера): в ходе вертикальной орбиты шарики дергают сильно вверх, после чего нижний и средний шарик перелетают через руку игрока. 
6. Thriller (Триллер): игрок раскручивает один из шариков, держась за средний шарик. После этого он запускает оставшийся шарик в противовес, шарики движутся по окружности в противоположные стороны. Трюк напоминает «бабочку» в пои.

## Интересные факты
Astrojax попадали в космос, это произошло во время программы NASA «Toys in Space».
Также существует три рекорда в Книге Рекордов Гиннеса, связанных с Astrojax. Один из них — это 3208 перехватов шарика подряд, поставленный Максимилионом Лейдольфом из Германии. Рекорд был зафиксирован 12 февраля 2000 года, а его установка заняла 24 минуты 52 секунды.